# Айткеев, Совхозбек Кожомкулович
Совхозбек Кожомкулович Айткеев (род. 24 марта 1953, Чалдовар, Фрунзенская область) — киргизский советский композитор, лауреат премии им. М. Абдраева, Республиканского конкурса композиторов и музыковедов.

## Биография
Родился 24 марта 1953 года в совхозе "Чалдовар"  Калининского района Киргизской ССР, ныне село Ойронду Пафиловского района Чуйской Области Кыргызской Республики. Учился на 2-годичных подготовительных курсах при Кыргызском государственном институте искусств им. Б.Бейшеналиевой, затем в Кыргызском государственном институте искусств им. Б.Бейшеналиевой. В 1996 году окончил аспирантуру при НАН Кыргызской Республики.
Работал педагогом в Ошском государственном музыкальном училище, преподавателем в Кыргызском государственном институте искусств им. Б.Бейшеналиевой (1985—1987), редактором Объединенной репертуарно-редакционной коллегии Министерства культуры Киргизской ССР (1987). В разные годы работал директором Республиканского учебно-методического кабинета культуры и искусств, заведующим Сокулукского районного отдела культуры, ответственным секретарем Союза композиторов Кыргызской Республики, преподавателем в музыкальных учебных заведениях.
В настоящее время работает главным специалистом Управления по развитию искусства Министерства культуры и информации Кыргызской Республики.
Член Союза композиторов СССР (1987).

## Основные сочинения
Симфонические:
- сюита «Мекенимдин кайрыктары» (1977),
- концертино для флейты и оркестра народных инструментов (1984);
- «Байыркы аземдер» — пять старинных мелодий для оркестра (1986);
- партита для камерного оркестра «Жетиген» (1988);
- симфония в 4-х частях «Насыйкат» (2002);
- обработки для оркестра народных инструментов.

Камерно-инструментальные:
- четыре прелюдии и фуги для фортепиано (1976);
- 12 характерных пьес дня фортепиано «Шилтемдер» (1982);
- соната для фортепиано (1984);
- цикл детских пьес для фортепиано «Балдар үйдө калганда» (1986);
- «Түрмөк» для фортепиано (1986);
- струнный квартет (1987);
- «Төрт сурнай» для квартета гобоев (2000).

Вокальные:
- вокальный цикл «Звезды-девушки» для голоса и оркестра (сл. А.Граши 1975);
- ода для солистов, хора и оркестра «Таң шооласы» (2002);
- песни и романсы для голоса и фортепиано,
- песни для детей и др.[1]

## Награды
- премия им. М. Абдраева
- лауреат Республиканского конкурса композиторов и музыковедов
- значок «Маданияттын мыкты кызматкери».